# Caroline Kennedy
Caroline Bouvier Kennedy (Nueva York, 27 de noviembre de 1957) es una abogada y diplomática estadounidense, única hija con vida del 35.° presidente de los Estados Unidos, John F. Kennedy, y de la esposa de este, Jacqueline Kennedy. Miembro del Partido Demócrata, se desempeñó como embajadora de los Estados Unidos en Japón desde el 13 de noviembre de 2013 hasta el 18 de enero de 2017 durante la segunda presidencia de Barack Obama. Del 15 de junio de 2022 al 28 de noviembre de 2024 fue embajadora de Estados Unidos en Australia bajo la presidencia de Joe Biden.

## Biografía
Caroline nació en Nueva York, un año después de que sus padres tuvieran una hija que falleció al nacer, Arabella. En 1960, su padre fue elegido presidente de los Estados Unidos, ella y su familia se mudaron a la Casa Blanca en 1961. Recibió su primera educación en un plan de clases organizado por su madre. En 1963, cinco días antes de su sexto cumpleaños, su padre fue asesinado en Dallas. Tras dejar la Casa Blanca, ella, su madre y su hermano menor se mudaron a Georgetown, en Washington D. C., pero al hacerse incómoda su vida ahí, se mudaron a un penthouse en la Quinta Avenida de Manhattan.
El 23 de octubre de 1975, mientras estaba en Londres para hacer un curso de arte, casi fue víctima de un atentado terrorista del IRA.
La neoyorquina, la segunda hija del matrimonio, recibió el nombre de su tía Caroline Lee Radziwill (1933), hermana de su madre. Sus hermanos fueron Arabella (que murió el mismo día de su nacimiento, el 23 de agosto de 1956), John F. Kennedy, Jr. (1960-1999) y Patrick Bouvier Kennedy (nacido y fallecido en 1963). Está casada con Edwin Arthur Schlossberg, que es el padre de sus tres hijos: Rose (25 de junio de 1988), Tatiana (5 de mayo de 1990) y John Schlossberg  (19 de enero de 1993).

### Carrera política
En diciembre de 2008, Caroline anunció su interés por el asiento en el Senado estadounidense que ocupaba Hillary Clinton, designada como nueva secretaria de Estado. El Gobernador neoyorquino David Paterson tuvo que escoger un sustituto para el cargo antes de la votación de 2010 de la que resultara un nuevo electo hasta 2012. El 22 de enero del año siguiente, después de varios informes en los que fue severamente criticada, Caroline tomó la decisión de retirarse de la lucha por el puesto en el Senado.  
En abril de 2009 se hizo pública su presencia en una propuesta informal como embajadora de los Estados Unidos de América ante la Santa Sede, aunque fue extraoficialmente vetada -como las dos propuestas anteriores- por la Santa Sede ya que exigía que fuera un diplomático de carrera por sus puntos de vista sobre el aborto y la investigación con células madre.